# 河溪三鰭鰨
河溪三鰭鰨為輻鰭魚綱鰈形目鰨亞目無臂鰨科的其中一種，分布於中太平洋東部哥斯大黎加至秘魯淡水、半鹹水及海域，體長可達9公分，棲息在底層水域，生活習性不明。

## 扩展阅读
維基物種上的相關：河溪三鰭鰨